# Снігурівська міська рада
Снігурі́вська міська́ ра́да — орган місцевого самоврядування у Снігурівському районі Миколаївської області. Адміністративний центр — місто Снігурівка.

## Загальні відомості
- Снігурівська міська рада утворена в 1812 році.
- Територія ради: 7,58 км²
- Населення ради: 15 396 осіб (станом на 2001 рік)
- Територією ради протікає річка Інгулець.

## Населені пункти
Міській раді підпорядковані населені пункти:
- м. Снігурівка

## Населення
- 2010 — 13 542
- 2011 — 13 454
- 2012 — 13 318[1]

## Склад ради
Рада складається з 30 депутатів та голови.
- Голова ради: Ларченко Олександр Анатолійович

### Керівний склад попередніх скликань
| Прізвище, ім'я, по батькові     | Основні відомості                                                                   | Дата обрання | Дата звільнення |
| ------------------------------- | ----------------------------------------------------------------------------------- | ------------ | --------------- |
| Кулажкін Сергій Вікторович      | Міський голова, 1961 року народження, безпартійний                                  | 26.03.2006   | 25.10.2006      |
| Соловйов Борис Петрович         | Міський голова, 1946 року народження, член Комуністичної партії України             | 25.03.2007   | 31.10.2010      |
| Ларченко Олександр Анатолійович | Міський голова, 1956 року народження, освіта незакінчена вища, член Народної партії | 31.10.2010   |                 |

Примітка: таблиця складена за даними сайту Верховної Ради України

### Депутати
За результатами місцевих виборів 2010 року депутатами ради стали:

#### За суб'єктами висування
| Суб'єкт висування                                       | Кількість обраних депутатів | %    |
| ------------------------------------------------------- | --------------------------- | ---- |
| Партія регіонів                                         | 20                          | 66,7 |
| Народна партія                                          | 2                           | 6,7  |
| Політична партія Всеукраїнське об'єднання «Батьківщина» | 2                           | 6,7  |
| Політична партія «Сильна Україна»                       | 2                           | 6,7  |
| Комуністична партія України                             | 1                           | 3,3  |
| Партія «Демократичний Союз»                             | 1                           | 3,3  |
| Партія Зелених України                                  | 1                           | 3,3  |
| Політична партія «Фронт Змін»                           | 1                           | 3,3  |

#### За округами
| № округу                                                | Прізвище, ім'я, по батькові    | Дата визнання обраним | Освіта  | Партійна приналежність                        | Відомості про обраного депутата                                                                                    |
| ------------------------------------------------------- | ------------------------------ | --------------------- | ------- | --------------------------------------------- | --- |
| Комуністична партія України                             |                                |                       |         |                                               | |
| б/м                                                     | Кальнік Євгенія Павлівна       | 02.11.2010            | вища    | член Комуністичної партії України             | пенсіонер |
| Народна Партія                                          |                                |                       |         |                                               | |
| б/м                                                     | Лопатньов Валерій Іванович     | 02.11.2010            | вища    | член Народної партії                          | УКІЗС, начальник відділу                                                                                           |
| б/м                                                     | Галагуз Олександра Сергіївна   | 02.11.2010            | вища    | член Народної партії                          | ДНЗ № 2 м. Снігурівка, завідувачка                                                                                 |
| Партія «Демократичний Союз»                             |                                |                       |         |                                               | |
| 1                                                       | Завірюхін Павло Леонідович     | 02.11.2010            | вища    | член Партії «Демократичний Союз»              | приватний підприємець                                                                                              |
| Партія Зелених України                                  |                                |                       |         |                                               | |
| 9                                                       | Фалько Олександр Михайлович    | 02.11.2010            | вища    | член Партії Зелених України                   | приватний підприємець                                                                                              |
| Партія регіонів                                         |                                |                       |         |                                               | |
| б/м                                                     | Мороз Олександр Володимирович  | 02.11.2010            | вища    | член Партії регіонів                          | пенсіонер |
| б/м                                                     | Воронова Любов Миколаївна      | 02.11.2010            | вища    | член Партії регіонів                          | приватний підприємець                                                                                              |
| б/м                                                     | Подледнев Сергій Андрійович    | 02.11.2010            | вища    | член Партії регіонів                          | приватний підприємець                                                                                              |
| б/м                                                     | Тропман Олександр Валентинович | 02.11.2010            | вища    | член Партії регіонів                          | приватний підприємець                                                                                              |
| б/м                                                     | Андрющенко Тетяна Григорівна   | 02.11.2010            | вища    | член Партії регіонів                          | Снігурівська міська рада, секретар                                                                                 |
| б/м                                                     | Каршицький Вадим Анатолійович  | 02.11.2010            | вища    | член Партії регіонів                          | філія ВАТ ЕК «Миколаївобленерго», диспетчер                                                                        |
| б/м                                                     | Жигалко Олена Олександрівна    | 02.11.2010            | вища    | член Партії регіонів                          | Снігурівська районна рада, радник голови                                                                           |
| б/м                                                     | Бойко Петро Васильович         | 02.11.2010            | вища    | член Партії регіонів                          | Снігурівська міська рада, заступник голови                                                                         |
| 2                                                       | Нартов Олег Іванович           | 02.11.2010            | вища    | член Партії регіонів                          | Снігурівська райдержадміністрація, начальник відділу у справах сім'ї та молоді                                     |
| 3                                                       | Жигалко Олександр Васильович   | 02.11.2010            | вища    | член Партії регіонів                          | приватний підприємець                                                                                              |
| 4                                                       | Берест Людмила Вікторівна      | 02.11.2010            | вища    | член Партії регіонів                          | Снігурівська загальноосвітня школа I-III ст. № 3, директор                                                         |
| 5                                                       | Романюк Костянтин Іванович     | 02.11.2010            | вища    | член Партії регіонів                          | Старший оператор, нПС «Снігурівка»                                                                                 |
| 6                                                       | Васильєва Олена Володимирівна  | 02.11.2010            | вища    | член Партії регіонів                          | Керівник гуртка, будинок творчості дітей та юнацтва                                                                |
| 7                                                       | Сайко Наталія Миколаївна       | 02.11.2010            | вища    | член Партії регіонів                          | центр продажів та ослуговування клієнтів у м. Снігурівка Філії ПрАТ "СК"Провідна", директор                        |
| 8                                                       | Телещук Олександр Романович    | 02.11.2010            | вища    | член Партії регіонів                          | Головний інженер, філія ВАТ ЕК «Миколаївобленерго»                                                                 |
| 10                                                      | Синько Любов Іванівна          | 02.11.2010            | вища    | член Партії регіонів                          | пенсіонер |
| 11                                                      | Шабанов Микола Миколайович     | 02.11.2010            | середня | член Партії регіонів                          | тимчасово не працює                                                                                                |
| 12                                                      | Зима Анатолій Григорович       | 02.11.2010            | вища    | член Партії регіонів                          | пенсіонер |
| 13                                                      | Котович Андрій Анатолійович    | 02.11.2010            | середня | член Партії регіонів                          | Електрослюсар, філія ВАТ ЕК «Миколаївобленерго»                                                                    |
| 15                                                      | Шевчук Леонід Анатолійович     | 02.11.2010            | вища    | член Партії регіонів                          | Завідувач сектору технічної політики, охорони праці та надзвичайних ситуацій, управління агропромислового розвитку |
| Політична партія Всеукраїнське об'єднання «Батьківщина» |                                |                       |         |                                               | |
| б/м                                                     | Дарбінян Денис Володимирович   | 02.11.2010            | середня | член Всеукраїнського об'єднання «Батьківщина» | Миколаївський національний університет ім. В. Сухомлинського, студент                                              |
| 14                                                      | Колісніченко Василь Васильович | 02.11.2010            | вища    | член Всеукраїнського об'єднання «Батьківщина» | приватний підприємець                                                                                              |
| Політична партія «Сильна Україна»                       |                                |                       |         |                                               | |
| б/м                                                     | Кухта Іван Васильович          | 02.11.2010            | вища    | член Політичної партії «Сильна Україна»       | тимчасово не працює                                                                                                |
| б/м                                                     | Явтушенко Наталія Микитівна    | 02.11.2010            | вища    | член Політичної партії «Сильна Україна»       | Обласний Державний карантин, технік                                                                                |
| Політична партія «Фронт Змін»                           |                                |                       |         |                                               | |
| б/м                                                     | Новіков Ігор Адамович          | 02.11.2010            | вища    | член Політичної партії «Фронт Змін»           | фізична особа-підприємець                                                                                          |